# Cureta

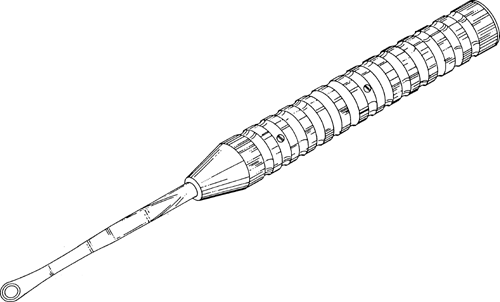
Diagrama de uma cureta

Cureta é um instrumento cirúrgico utilizado para a limpeza da superficie de um tecido afetado por alguma enfermidade.